# Каллисфен
Каллисфе́н (др.-греч. Καλλισθένης; около 360 года до н. э. — 328 год до н. э.) — греческий историк, летописец похода Александра Македонского.
Внук сестры Аристотеля Аримнесты. Сын её дочери Геро. Родился в городе Олинф, который был афинской колонией на полуострове Халкидики. Воспитывался Аристотелем, в одно время вместе с Александром Македонским. В 336 году до н. э. отправился в Афины и сопровождал Александра во время похода на Восток. Своей откровенностью навлёк на себя немилость царя; был заподозрен в заговоре и был закован в цепи, в которых и умер в 328 году до н. э..
Теофраст посвятил его памяти книгу: «Каллисфен, или о печали». От исторических сочинений Каллисфена: «Hellenica» (история Греции с 857 года до н. э. до 387 года до н. э., в 10 книгах) и истории священной войны с фокидцами (356 — 345 годы до н. э.) — до наших дней дошли лишь немногие отрывки. Сказочная «История Александра Великого», под его именем встречающаяся в различных рукописях, — произведение более позднего времени (вероятно, II или III века). Отрывки подлинных сочинений Каллисфена собраны у Уэстермана, «De Callisthene Olynthio et Pseudo Callisthene qui dicitur commentatio» (3 программы, Лпц., 1838—1842), и Гейера, в «Alexandri Magni historiarum scriptores» (Лпц., 1844), а вместе с Псевдо-Каллисфеном — у К. Мюллера в приложении к Арриану (Пар., 1846).

## См.также
- Пиррон